# Alice Practice
Alice Practice è l'EP di debutto del duo elettronico canadese Crystal Castles.

La produzione dell'EP è stata limitata a 500 copie su vinile 7", le quali sono andate sold out in soli tre giorni, causando un rialzo dei prezzi su eBay dove il vinile in condizioni intatte è arrivato a costare fino a 300$. La traccia che dà il nome all'EP è in realtà un soundcheck, registrato di nascosto dall'ingegnere del suono che aveva assistito alla prima sessione di registrazione del duo, nel 2005. L'EP fu pubblicato dalla Merok Records londinese il 9 luglio 2006.

La traccia Air War ha ottenuto l'attenzione del noto sito web indie "Pitchfork media". La traccia Dolls è un'esclusiva di questa pubblicazione, e non è stata mai disponibile in nessun altro formato. Alice Practice, probabilmente la più famosa delle canzoni dell'EP, è stata cantata dal gruppo nella seconda stagione della serie televisiva britannica Skins. Air War, inoltre, è stata usata come intro dal gruppo hardcore Centurion.

## Tracce
1. Alice Practice – 2:43
2. Dolls – 1:29
3. Air War – 2:44
4. Love and Caring – 2:18